# 圣昂泰姆
圣昂泰姆（法語：Saint-Anthème，法語發音：[sɛ̃.t‿ɑ̃tɛm]）是法国多姆山省的一个市镇，属于昂贝尔区。

## 地理
圣昂泰姆（45°31'40"N, 3°55'2"E）面积68.89 平方千米，位于法国奥弗涅-罗讷-阿尔卑斯大区多姆山省，该省份为法国中南部省份，北起阿列省接壤，东临卢瓦尔省，南至上盧瓦爾省和康塔爾省，西接科雷兹省和克勒兹省。
与圣昂泰姆接壤的市镇（或旧市镇、城区）包括：巴尔、居米耶尔、莱里尼厄、罗什、圣博内勒库罗、福雷地区韦里耶尔、格朗里夫、圣克莱芒德瓦洛尔格、圣罗曼、瓦尔西维耶尔。

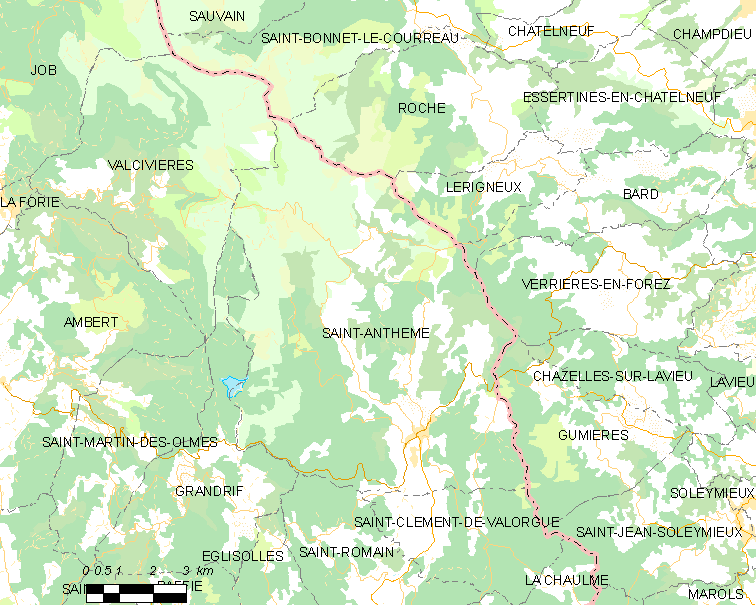
圣昂泰姆的OSM定位图

圣昂泰姆的时区为UTC+01:00、UTC+02:00（夏令时）。

## 行政
圣昂泰姆的邮政编码为63660，INSEE市镇编码为63319。

## 政治
圣昂泰姆所属的省级选区为昂贝尔县。

## 人口

1962-2008年间圣昂泰姆人口变化图示

圣昂泰姆于2022年1月1日时的人口数量为708人。